# Tann (Hessen)
Tann település Németországban, Hessen tartományban. Lakosainak száma 4579 fő (2023. december 31.). Tann Kaltennordheim, Hilders és Hofbieber községekkel határos.

## Népesség
A település népességének változása:
| Lakosok száma | 4430 | 4476 | 4411 | 4565 | 4579 |
|               | 2017 | 2019 | 2021 | 2022 | 2023 |